# Die Verbannten
Die Verbannten (englischer Originaltitel The Exiles) ist eine Science-Fiction-Kurzgeschichte mit Fantasy-Elementen von Ray Bradbury, in der er das Thema Zensur seines späteren Romans Fahrenheit 451 vorwegnimmt. Die Geschichte erschien erstmals 1949 in dem kanadischen Magazin Maclean’s und in The Magazine of Fantasy & Science Fiction unter dem Titel The Mad Wizards of Mars, später in Der illustrierte Mann und anderen Kurzgeschichtensammlungen. Thematisch ähnlich gelagert ist seine Kurzgeschichte Ascher II von 1950, die ebenfalls auf dem Mars spielt.

## Inhalt
Das Jahr 2120. Das erste irdische Raumschiff fliegt zum Mars. Schon vor dem Abflug hatte die Besatzung Albträume von Werwölfen, Vampiren und anderen phantastischen Gestalten, von denen sie nichts wissen kann, da die phantastische Literatur vor genau 100 Jahren der Zensur zum Opfer fiel und sich die letzten Exemplare der indizierten Gattung bislang im Literarhistorischen Museum befanden. Jedoch hat der Kommandant des Raumschiffs aufgrund seiner Albträume instinktiv erkannt, dass die Autoren der verbotenen Bücher noch auf dem Mars leben. Er selbst ist das Symbol von Fortschritt und Moderne schlechthin:

„… Er roch nach Menthol und Jod, und seine Hände mit manikürten und polierten Nägeln dufteten nach grüner Seife. Seine Zähne waren frisch geputzt und seine Ohren und Wangen vom Schrubben leicht gerötet. Seine Uniform strahlte hell wie frisches Salz, und seine Stiefel glänzten wie schwarze Spiegel. Selbst sein Atem war klar und frisch und rein. Sein kurzgeschorenes, krauses Haar roch scharf nach Alkohol. Nicht der geringste Fleck war an ihm zu entdecken. Er glich einem neuen Instrument, geschliffen und gerichtet, noch warm von der Gußform ….“

Vorsichtshalber hat der Kommandant die letzten 200 Museumsexemplare an Bord genommen, um sie notfalls vernichten zu können. Voller Abscheu zeigt er Astronaut Smith die Werke:

„… “Tales of Mystery and Imagination” von Edgar Allan Poe, “Dracula” von Bram Stoker, Frankenstein von Mary Shelley, “The Turn of the Screw” von Henry James, “The Legend of Sleepy Hollow” von Washington Irving, “Rappacini´s Daughter” von Nathaniel Hawthorne, “An Occurrence at Owl Creek Bridge” von Ambrose Bierce, Alice in Wonderland von Lewis Carroll, “The Willows” von Algernon Blackwood, “The Wizard of Oz” von Frank L. Baum, “The Weird Shadow Over Innsmouth” von H. P. Lovecraft sowie Bücher von Walter de la Mare, Wakefield, Harvey, Wells, Asquith und Huxley …“

Während an Bord des Raumschiffs Besatzungsmitglieder aus unbekannten Gründen sterben, beraten auf dem Mars Poe und Bierce, denen die Ankunft des Raumschiffs bekannt ist, über weitere Abwehrmaßnahmen gegen die irdische Invasion. Die Todesfälle an Bord des Raumschiffs sind auf die drei Shakespeareschen Hexen zurückzuführen, die eifrig in ihrem Hexenkessel rühren. Shakespeare selbst hat eine eigene Armee mit Oberon, Hamlets Vater und Puck aufgestellt. Im Gegensatz zum emotionalen Poe sieht Bierce ihre Situation äußerst nüchtern und macht sich keine Illusionen über ihr gemeinsames Schicksal. Während Poe noch glaubt, es gebe eine weitere Zukunft auf Saturn, Uranus, Neptun oder Pluto, fragt ihn Bierce nur belustigt: „Und wohin dann?“
Als der völlig verzweifelte Blackwood erscheint, suchen sie zu dritt Charles Dickens auf, der sich jedoch vehement weigert, sie gegen die „guten Menschen“ im Raumschiff zu unterstützen. Er sei nur ohnehin aus Versehen auf den Mars verbannt worden und habe im Übrigen mit der Weihnachtsgeschichte auch nur eine wirkliche Gruselgeschichte geschrieben. Er weigert sich daher, ihnen auch nur Mr. Marley mitzugeben, obwohl dieser alle Kriterien einer phantastischen Figur erfüllt.
Auf ihrer Suche nach weiterer Unterstützung treffen Poe, Bierce und Blackwood auf den Weihnachtsmann; eine armselige, heruntergekommene Figur mit zerzaustem Bart und verblichenen Aufzug, der ein Opfer von Psychiatern, Soziologen, Pädagogen und „antiseptischen Eltern“ wurde. Doch Bierce hat nicht viel übrig für die romantischen Erinnerungen Poes und Blackwoods an Weihnachten, sondern macht sich nur lustig über die Verkäufer von „Weihnachtskram“, die am liebsten schon im September ihre Geschäfte begonnen hätten. Unmittelbar danach löst sich Bierce in Staub auf. Sein letztes Buch auf der Erde wurde vernichtet.
Poe und Blackwood beobachten die Landung des Raumschiffs. Während Blackwood weiter ins All ziehen will, ist Poe kampfbereit. Doch alle Angriffe der Fabelwesen auf das Schiff sind vergebens. Als die irdische Besatzung den Mars betritt, herrscht vollkommene Ruhe. Der Kommandant befiehlt die Verbrennung der letzten erhaltenen Exemplare von The Willows, The Outsider, Behold, The Dreamer, Dr. Jekyll and Mr. Hyde, The Land of Oz, Pelliucidar, The Land that Time Forgot, A Midsummer Night´s Dream und anderen Werken von Arthur Machen, Poe, Cabell, Dunsany, Blackwood und Lewis Carroll. Nicht ohne Stolz blickt der Kommandant auf sein Vernichtungswerk:

„… Die alte Welt liegt hinter uns. Ein neuer Anfang. Was wäre gleichnishafter, als daß wir uns hier um so fester zu Wissenschaft und Fortschritt bekennen ….“

Als Astronaut Smith meint, eine grüne Stadt am Meer gesehen zu haben und glaubt, dass dies die smaragdene Stadt Oz gewesen sein könnte, über die er einmal eine Erzählung gelesen habe, wird er vom Kommandanten ernsthaft verwarnt. Er erhält den Befehl, sich am nächsten Morgen zur Psychoanalyse zu melden.

## Verfilmung
Obwohl die Geschichte in Bradburys Werk als Vorläufer von Fahrenheit 451 einen gewissen Stellenwert einnimmt, wurde sie nie verfilmt, auch nicht in der Anthologie Bradburys Gruselkabinett.